# Macrolobium stenopetalum
Macrolobium stenopetalum é uma espécie vegetal da família Fabaceae.
Apenas pode ser encontrada no Suriname.